# Ricardo Rathsam
Ricardo Rathsam (São Paulo, 20 de abril de 1976), é um ator, diretor e autor brasileiro

## Carreira
Começou a fazer teatro aos 15 anos de idade. Estudou Comunicação na FAAP (Rádio e TV), foi aluno da Escola de Atores INDAC, participou de cursos no Àgora Teatro e diversos workshops e oficinas, entre eles ministrados por Vladimir Capella, Elias Andreato, Celso Frateschi, entre outros. Em 2003 estreou como autor no espetáculo Enquanto Não Fazemos Novela, e em 2004 como diretor e co-autor do espetáculo Cada Um com Seus Pobrema. Na emissora TV Globo atuou nas novelas Da Cor Do Pecado (2004) e  Insensato Coração  (2011). Dividiu o palco com Marcelo Medici nos espetáculos "Cada Dois Com Seus Pobrema", "Eu Era Tudo Pra Ela E Ela Me Deixou" e "Teatro Para Quem Não Gosta".

## Teatro
| Ano       | Título                                 | Nota                            |
| --------- | -------------------------------------- | ------------------------------- |
| 1993      | O Burguês Fidalgo                      | ator                            |
| 1994      | E Como Encontraram, Tal Qual Encontrei | ator                            |
| 1994      | Cinderela                              | ator                            |
| 1998      | Um Certo Faroeste Caboclo              | ator                            |
| 1999      | O Casamento do Pequeno Burguês         | ator                            |
| 2000      | Textos de Pinter                       | ator                            |
| 2001      | Nulidades                              | ator / autor                    |
| 2002      | Sobre a Arte de Cortar Bifes           | ator                            |
| 2003–04   | Enquanto Não Fazemos Novela            | ator / autor                    |
| 2004–11   | Cada Um com Seus Pobrema               | co-autor/ produtor              |
| 2006      | Carícias                               | ator                            |
| 2007      | Os Digitadores                         | ator                            |
| 2011–13   | Eu Era Tudo Pra Ela e Ela Me Deixou    | ator                            |
| 2014-2016 | Cada Dois Com Seus Pobrema             | ator / co-autor / produtor      |
| 2018      | Teatro Para Quem não Gosta             | ator/ autor/ diretor / produtor |

## Filmografia

### Televisão
| Ano  | Título            | Personagem |
| ---- | ----------------- | ---------- |
| 2004 | Seus Olhos        | Jorge      |
| 2004 | Da Cor do Pecado  | Evaristo   |
| 2011 | Insensato Coração | Álvaro     |

### Cinema
| Ano  | Título | Personagem |
| ---- | ------ | ---------- |
| 2004 | Olga   | Alemão     |

## Prêmios
| Ano  | Prêmio          | Categoria                   | Trabalho                   | Resultado | Ref |
| ---- | --------------- | --------------------------- | -------------------------- | --------- | --- |
| 2019 | Prêmio do Humor | Melhor Performance de Humor | Teatro Para Quem Não Gosta | Indicado  |     |
| 2019 | Prêmio do Humor | Melhor Peça                 | Teatro Para Quem Não Gosta | Indicado  |     |